# Edmond Bouchard
Edmond Bouchard (24 mai 1892 à St-Étienne au Québec -  18 juillet 1955 à St-Étienne) est un joueur de hockey sur glace professionnel canadien.

## Statistiques
| Saison     | Équipe                      | Ligue      |     | Saison régulière | Saison régulière | Saison régulière | Saison régulière | Saison régulière |   | Séries éliminatoires | Séries éliminatoires | Séries éliminatoires | Séries éliminatoires | Séries éliminatoires |
| Saison     | Équipe                      | Ligue      | PJ  | B                | A                | Pts              | Pun              | PJ               | B | A                    | Pts                  | Pun                  |                      |                      |
| 1921-1922  | Canadiens de Montréal       | LNH        | 18  | 1                | 4                | 5                | 4                |                  |   |                      |                      |                      |                      |                      |
| 1922-1923  | Tigers de Hamilton          | LNH        | 24  | 5                | 12               | 17               | 32               |                  |   |                      |                      |                      |                      |                      |
| 1923-1924  | Tigers de Hamilton          | LNH        | 20  | 5                | 0                | 5                | 2                |                  |   |                      |                      |                      |                      |                      |
| 1924-1925  | Tigers de Hamilton          | LNH        | 29  | 2                | 2                | 4                | 14               |                  |   |                      |                      |                      |                      |                      |
| 1925-1926  | Americans de New York       | LNH        | 34  | 3                | 1                | 4                | 10               |                  |   |                      |                      |                      |                      |                      |
| 1926-1927  | Cataracts de Niagara Falls  | CPHL       | 3   | 2                | 1                | 3                | 0                |                  |   |                      |                      |                      |                      |                      |
| 1926-1927  | Americans de New York       | LNH        | 38  | 2                | 1                | 3                | 12               |                  |   |                      |                      |                      |                      |                      |
| 1927-1928  | Americans de New York       | LNH        | 43  | 1                | 0                | 1                | 37               |                  |   |                      |                      |                      |                      |                      |
| 1928-1929  | Eagles de New Haven         | Can-Am     | 25  | 5                | 4                | 9                | 47               |                  |   |                      |                      |                      |                      |                      |
| 1928-1929  | Americans de New York       | LNH        | 6   | 0                | 0                | 0                | 2                |                  |   |                      |                      |                      |                      |                      |
| 1928-1929  | Pirates de Pittsburgh       | LNH        | 11  | 0                | 0                | 0                | 2                |                  |   |                      |                      |                      |                      |                      |
| 1929-1930  | Eagles de New Haven         | Can-Am     | 38  | 18               | 3                | 21               | 58               |                  |   |                      |                      |                      |                      |                      |
| 1930-1931  | Américans/Majors de Buffalo | AHA        | 43  | 23               | 12               | 35               | 44               |                  |   |                      |                      |                      |                      |                      |
| 1930-1931  | YellowJackets de Pittsburgh | LIH        | 8   | 0                | 0                | 0                | 6                |                  |   |                      |                      |                      |                      |                      |
| 1931-1932  | Majors de Buffalo           | AHA        | 24  | 3                | 3                | 6                | 34               |                  |   |                      |                      |                      |                      |                      |
| 1931-1932  | Flyers de St. Louis         | AHA        | 3   | 1                | 0                | 1                | 6                |                  |   |                      |                      |                      |                      |                      |
| 1931-1932  | Hornets de Duluth           | AHA        | 18  | 2                | 1                | 3                | 12               | 8                | 1 | 1                    | 2                    | 10                   |                      |                      |
| Totaux LNH | Totaux LNH                  | Totaux LNH | 223 | 19               | 20               | 39               | 115              |                  |   |                      |                      |                      |                      |                      |

## Transactions en carrière
- Le 2 janvier 1922, signe avec les Canadiens de Montréal.
- Le 22 décembre 1922, échangé au Tigers de Hamilton par les Canadiens de Montréal en retour de Joe Malone.
- Le 26 septembre 1925, transfert de la concession des Tigers de Hamilton au Americans de New York.
- Le 15 février 1929, prêté au Pirates de Pittsburgh par les Americans de New York avec Jesse Spring en retour de Tex White.
- Le 28 novembre 1930, signe avec les Yellowjackets de Pittsburgh de la Ligue internationale de hockey.
- Le 3 janvier 1931, droits vendus au Majors de Buffalo par les Yellowjackets de Pittsburgh.